# Juan Valera
Juan Valera y Alcalá-Galiano (Cabra, 18 ottobre 1824 – Madrid, 18 aprile 1905) è stato uno scrittore spagnolo.

## Biografia
La varietà e il grande numero di opere, la sua concezione particolare dei generi letterari e soprattutto il suo idealismo filosofico ed estetico, fanno di Valera un elemento estraneo al periodo in cui visse. Non solo i suoi temi ma anche il suo stile contrastavano con la corrente dell'epoca.
Valera fu a contatto con la cultura classica sin dalla sua adolescenza; conoscitore del latino, del greco, del francese, l'italiano, il tedesco e l'inglese. La sua curiosità e i suoi numerosi viaggi come diplomatico lo portarono a conoscere culture diverse da quella spagnola.
Si dedicò a molti generi letterari anche se non sempre con gran successo. Fu un esteta, un sostenitore della teoria dell'arte per l'arte e volle quindi affrancarsi dal realismo.
Il suo primo romanzo fu Pepita Jiménez.
Montesinos lo definì un'"anomalia" ed è per alcuni critici il massimo esponente della corrente idealista.